# Neoxyphinus almerim
Neoxyphinus almerim – gatunek pająków z rodziny Oonopidae.

## Taksonomia
Gatunek ten opisany został po raz pierwszy w 2017 roku przez Níthomasa M. Feitosę i Alexandre Bragio Bonaldo na łamach „Zootaxa”. Jako lokalizację typową wskazano Laranjal do Jari w Almerimie w brazylijskim stanie Pará. Epitet gatunkowy pochodzi od tejże lokalizacji.

## Morfologia
Holotypowy samiec ma 1,85 mm długości ciała. Karapaks jest jajowaty w zarysie, o lekko wyniesionej części głowowej i zaopatrzonej w dwie pary zmodyfikowanych kieszonek szczecinkowych części tułowiowej, pozbawiony ząbkowania na krawędziach bocznych i kolców na powierzchniach tylno-bocznych. Jego ubarwienie jest bladopomarańczowe. Wysoki i w widoku przednim prosty nadustek ma niezmodyfikowaną krawędź. Kolor szczękoczułków, szczęki i wargi dolnej jest bladopomarańczowy. Bladopomarańczowe, tak długie jak szerokie sternum pozbawione jest dołków. Odnóża są żółte. Łącznik jest rurkowaty i długi. Opistosoma (odwłok) ma bladopomarańczowe, w przedniej części pozbawione ząbków skutum grzbietowe. 
Nogogłaszczki samca są w całości żółte, wyposażone w jasny, rurkowaty embolus z małym otworem ejakulacyjnym. 

## Rozprzestrzenienie
Pająk neotropikalny, endemiczny dla Brazylii, znany tylko ze stanu Pará. 